# Jan van Roessel
Joannes Cornelis Christianus ("Jan") van Roessel (Tilburg, 7 april 1925 – aldaar, 3 juni 2011) was een Nederlands voetballer. De spits kwam tussen 1951 en 1957 176 wedstrijden uit voor Willem II, waarin hij 155 keer scoorde. Hij speelde zes interlands voor het Nederlands voetbalelftal en maakte daarbij vijf doelpunten.

## Biografie
De midvoor was in zijn tijd de meest scorende spits van Nederland. Harde kopstoten waren zijn specialisme. Van Roessel werd met Willem II landskampioen in 1951/52 en 1954/55 en werd begin 21e eeuw gekozen tot Willem II's 'Speler van de eeuw'.
Op tienjarige leeftijd ging Van Roessel van WSJ naar LONGA.
Van Roessel maakte als vijftienjarige zijn debuut voor LONGA op 6 oktober 1940 in de uitwedstrijd tegen MVV. Vanaf het seizoen 1942/43 stond van Roessel definitief in de basis. Dat seizoen werd hij achter Abe Lenstra tweede op de lijst met topscorers met 24 doelpunten.
Het daaropvolgende seizoen werd hij met LONGA kampioen van het zuiden. Op 23 oktober 1949 liep Van Roessel een kuitbeenfractuur op tijdens de semi-interland van het zuidelijk elftal tegen Luxemburg. Hij kon daardoor enige tijd niet spelen. Op de laatste dag van 1949 vroeg Van Roessel overschrijving aan naar NAC. Hij weigerde verder nog voor LONGA uit te komen. Als gevolg van de bij deze overschrijving de kop opstekende geruchten over betalingen aan Van Roessel werd hij door de KNVB in eerste instantie voor twee jaar geschorst. Deze schorsing werd na beroep omgezet in een schorsing van een jaar ingaande op 3 mei 1950.
Op 21 oktober 1951 maakte van Roessel met drie goals zijn debuut voor Willem II in de uitwedstrijd tegen RBC, twee jaar na zijn laatste officiële wedstrijd. Na een bijzonder succesvolle periode bij Willem II met twee landskampioenschappen verruilde Van Roessel in 1957 De Tilburgers voor BVV. Na een weinig succesvol seizoen, geplaagd door blessures, keerde Van Roessel in 1958 terug naar LONGA, waar hij voor het eerst niet op het hoogste niveau uitkwam maar in de tweede divisie A. Een groot succes werd dit echter niet. De eerste 16 wedstrijden van het seizoen deed Van Roessel mee waarbij hij na 10 wedstrijden als midvoor de laatste 6 wedstrijden als centrale middenvelder werd opgesteld. Zijn snelheid was hij echter kwijt en hij werd te corpulent om nog succes te hebben tegen de veelal jongere tegenstanders. Het laatste doelpunt van Van Roessel maakte hij op 7 december 1958 in de uitwedstrijd tegen DHC. Na zijn laatste wedstrijd in het eerste op 1 februari 1959 thuis tegen EBOH maakte hij de rest van het seizoen af in het tweede elftal.

## Vertegenwoordigend voetbal
In 1946 speelde Van Roessel in het Nederlands militair elftal tijdens de eerste militaire wereldkampioenschappen voetbal. Hij scoorde in de openingswedstrijd tegen Frankrijk in Lille.
Willem II haalde Van Roessel in 1950 weg bij stadgenoot LONGA toen hij één interland op zijn naam had staan (in en tegen Finland), waarin hij twee keer scoorde. In dienst van Willem II speelde hij met 'Oranje' nog tegen Brazilië, Denemarken, België, Engeland en Zwitserland. Hij scoorde tegen de Brazilianen, Denen en Engelsen.
Van Roessel maakte op 16 juli 1952 het enige doelpunt voor Nederland tijdens de Olympische Zomerspelen 1952, tegen Brazilië. Daarmee was hij tot 10 augustus 2008 de laatste speler die scoorde voor een Nederlands team op een olympisch toernooi. Ryan Babel doorbrak de Nederlandse droogte tijdens de Olympische Zomerspelen 2008 door Jong Oranje op een 1–0-voorsprong te schieten in haar tweede groepswedstrijd, tegen de Verenigde Staten.

## Verlate schaal
Van de achttien spelers uit Willem II's kampioensjaar 1954/55 (het eerste seizoen betaald voetbal in Nederland) waren op dinsdag 24 januari 2006 twaalf mannen nog in leven, onder wie Van Roessel. Op die dag kregen zij van Henk Kesler en Jeu Sprengers namens de KNVB alsnog een kampioenschaal uitgereikt. In 1955 was het bij een oorkonde en een kleine beker ter herinnering gebleven.
Van Roessel overleed op vrijdag 3 juni 2011 aan de gevolgen van kanker.

## Standbeeld
Van Roessels weduwe Louisa onthulde op zaterdag 5 augustus 2017 een standbeeld van hem voor de hoofdingang van het Koning Willem II Stadion. Het beeld werd gemaakt door Wilma Bevers.

## Carrièrestatistieken
| Seizoen         | Club            | Land               | Competitie       | Competitie | Competitie | Beker | Beker | Internationaal | Internationaal | Overig | Overig | Totaal | Totaal |
| Seizoen         | Club            | Land               | Competitie       | Wed.       | Dlp.       | Wed.  | Dlp.  | Wed.           | Dlp.           | Wed.   | Dlp.   | Wed.   | Dlp.   |
| --------------- | --------------- | ------------------ | ---------------- | ---------- | ---------- | ----- | ----- | -------------- | -------------- | ------ | ------ | ------ | ------ |
| 1940/41         | LONGA           | Vlag van Nederland | Zuid             | ?          | ?          | –     | –     | –              | –              | ?      | ?      | ?      | ?      |
| 1941/42         | LONGA           | Vlag van Nederland | Zuid             | ?          | ?          | –     | –     | –              | –              | ?      | ?      | ?      | ?      |
| 1942/43         | LONGA           | Vlag van Nederland | Zuid             | ?          | 24         | 4     | 10    | –              | –              | ?      | ?      | ?      | 34     |
| 1943/44         | LONGA           | Vlag van Nederland | Zuid             | 20         | 17         | ?     | ?     | –              | –              | 9      | 5      | 29     | 22     |
| 1944/45         | LONGA           | Vlag van Nederland | Zuid             | 2          | 1          | –     | –     | –              | –              | ?      | ?      | 2      | 1      |
| 1945/46         | LONGA           | Vlag van Nederland | Zuid I           | ?          | ?          | ?     | ?     | 0              | 0              | ?      | ?      | ?      | ?      |
| 1946/47         | LONGA           | Vlag van Nederland | Zuid I           | 19         | 17         | –     | –     | 0              | 0              | ?      | ?      | 19     | 17     |
| 1947/48         | LONGA           | Vlag van Nederland | Zuid I           | 15         | 9          | ?     | 0     | 0              | 0              | ?      | ?      | 15     | 9      |
| 1948/49         | LONGA           | Vlag van Nederland | Zuid I           | 20         | 13         | 0     | 0     | 1              | 2              | 12     | 9      | 33     | 24     |
| 1949/50         | LONGA           | Vlag van Nederland | Zuid II          | 6          | 3          | 0     | 0     | 0              | 0              | 2      | 0      | 8      | 3      |
| 1950/51         | LONGA           | Vlag van Nederland | Zuid I           | 0          | 0          | –     | –     | 0              | 0              | 0      | 0      | 0      | 0      |
| 1951/52         | Willem II       | Vlag van Nederland | 1 C              | 19         | 27         | –     | –     | 1              | 1              | 6      | 7      | 26     | 35     |
| 1952/53         | Willem II       | Vlag van Nederland | 1 C              | 26         | 32         | –     | –     | 2              | 1              | ?      | ?      | 28     | 33     |
| 1953/54         | Willem II       | Vlag van Nederland | 1 D              | 26         | 26         | –     | –     | 0              | 0              | ?      | ?      | 26     | 26     |
| 1954/55         | Willem II       | Vlag van Nederland | 1 C (Afgebroken) | 9          | 5          | –     | –     | 0              | 0              | ?      | ?      | 9      | 5      |
| 1954/55         | Willem II       | Vlag van Nederland | 1 B              | 24         | 24         | –     | –     | 1              | 0              | 6      | 2      | 31     | 26     |
| 1955/56         | Willem II       | Vlag van Nederland | HK B             | 34         | 24         | –     | –     | 0              | 0              | ?      | ?      | 34     | 24     |
| 1956/57         | Willem II       | Vlag van Nederland | Eredivisie       | 26         | 8          | 2     | 3     | 0              | 0              | 0      | 0      | 28     | 11     |
| 1957/58         | BVV             | Vlag van Nederland | Eredivisie       | 8          | 2          | 0     | 0     | 0              | 0              | 0      | 0      | 8      | 2      |
| 1958/59         | LONGA           | Vlag van Nederland | 2 A              | 16         | 5          | 1     | 0     | 0              | 0              | 0      | 0      | 17     | 5      |
| Carrière totaal | Carrière totaal | Carrière totaal    | Carrière totaal  | –          | –          | –     | -     | 5              | 4              | -      | -      | –      | –      |

- De categorie overig in het seizoen 1943/44 bevat de beslissingswedstrijd om het zuidelijk kampioenschap tegen PSV op 26 maart 1944 (3-0 met 1 doelpunt van Van Roessel) en de 8 wedstrijden in de kampioenscompetitie van dat seizoen met 4 doelpunten van Van Roessel.
- De categorie overig in het seizoen 1948/49 bevat de 6 wedstrijden uit de promotie/degradatiecompetitie met 3 goals van Van Roessel, 2 wedstrijden van het Brabants Elftal op 12 maart en 5 juni (1 doelpunt), 2 wedstrijden van het Zuidelijk elftal op 27 februari en 12 juni (3 doelpunten) en twee wedstrijden van het Bondselftal op 25 maart en 25 juni (2 doelpunten).
- De categorie overig in het seizoen 1949/50 bevat de wedstrijd van het voorlopig zuidelijk elftal tegen een zuidelijke B-ploeg op 5 oktober 1949 alsmede de semi-interland van het zuidelijk elftal tegen Luxemburg op 23 oktober 1949.
- De categorie overig in het seizoen 1951/52 bevat de 6 wedstrijden in de kampioenscompetitie van dat seizoen met 7 doelpunten van Van Roessel.
- De categorie overig in het seizoen 1954/55 bevat de 6 wedstrijden in de kampioenscompetitie van dat seizoen met 2 doelpunten van Van Roessel.

## Erelijst
Willem II
| Nationaal     |    |                  |
| Landskampioen | 2x | 1951/52, 1954/55 |